# Merlino
Merlino (lombardul: Merlìn) település Olaszországban, Lombardia régióban, Lodi megyében. Lakosainak száma 1702 fő (2023. január 1.). Merlino Comazzo, Paullo, Rivolta d’Adda, Settala, Spino d’Adda és Zelo Buon Persico községekkel határos.

## Népesség
A település lakossága az elmúlt években az alábbi módon változott:

| 2018 | 1 746 |
| 2023 | 1 702 |